# 1941 في سويسرا
فيما يلي قوائم الأحداث التي وقعت خلال عام 1941 في سويسرا.

## كتب
من الكتب التي صدرت هذه السنة في سويسرا:
- 1 يناير – الإخوة السود من تأليف كورت هيلد.

## مواليد

### يناير
- 30 يناير – كارل براند درّاج طريق سويسري.

### مارس
- 22 مارس – برونو غانز ممثل سويسري.

### يونيو
- 6 يونيو – ماركوس ريتز

### ديسمبر
- 26 ديسمبر – دانيال شميد

## وفيات

### يونيو
- 6 يونيو – لويس شيفروليه (مواليد 1878)